# 神機營專操大臣
神機營專操大臣，或簡稱專操大臣，為清朝設置於神機營負責統率各隊軍事操練並各隊的職官，員額16人，由皇帝於王、公、大臣內簡派兼充。

## 建置
咸豐十一年（1861年），神機營正式練兵設營，建制成軍，奏准每隊增設專操大臣、幫操侍衛章京、帶隊章京等官以利統率。專操大臣共16員：
- 兩翼前鋒、八旗護軍營擡槍馬隊，專操大臣2人。
- 圓明園擡槍隊，專操大臣2人。
- 健銳營、外火器營馬隊，專操大臣2人。
- 八旗滿洲蒙古驍騎營擡槍隊，專操大臣2人。
- 八旗漢軍槍營，專操大臣1人。
- 八旗漢軍籐牌營，專操大臣1人。
- 八旗漢軍砲營，專操大臣2人。
- 各旗營挑選雜技兵隊，專操大臣2人。
- 內務府精捷營技藝隊，專操大臣1人。
- 内務府三旗幼丁隊，專操大臣1人。